# Liste der Kirchen im Wetteraukreis

Gliederung Wetteraukreis

Die Liste der Kirchen im Wetteraukreis umfasst die Kirchengebäude im Wetteraukreis in Hessen.

## Liste
| Bild | Name der Kirche                                     | Ort (Lage)                    | Gemeinde bzw. Stadt     | Konfession             | Errichtung                  | Bemerkungen |
| ---- | --------------------------------------------------- | ----------------------------- | ----------------------- | ---------------------- | --------------------------- | --- |
|      | Christuskirche Altenstadt                           | Altenstadt (Hessen)           | Altenstadt (Hessen)     | freikirchl.            | 1987                        | 1997 Erweiterung |
|      | St. Andreas (Altenstadt)                            | Altenstadt (Hessen)           | Altenstadt (Hessen)     | röm.-kath.             | 1960                        | |
|      | St. Nikolai                                         | Altenstadt (Hessen)           | Altenstadt (Hessen)     | ev.-luth.              | 1718–1720                   | Turm 2. Hälfte 15. Jhd., barockes Schiff |
|      | Evangelische Pfarrkirche                            | Assenheim (Niddatal)          | Niddatal                | ev.-luth.              | um 1200, 1782–1785          | |
|      | St. Bernhard (Assenheim)                            | Assenheim (Niddatal)          | Niddatal                | röm.-kath.             |                             | |
|      | Evangelische Kirche Aulendiebach                    | Aulendiebach                  | Büdingen                | ev.-luth.              | Ende 14. Jhd.               | |
|      | Dankeskirche (Bad Nauheim)                          | Bad Nauheim                   | Bad Nauheim             | ev.-luth.              | 1906                        | |
|      | Reinhardskirche (Bad Nauheim)                       | Bad Nauheim                   | Bad Nauheim             | russ.-orth.            | 1731–1733                   | |
|      | St. Bonifatius (Bad Nauheim)                        | Bad Nauheim                   | Bad Nauheim             | röm.-kath.             | 1905                        | |
|      | Wilhelmskirche (Bad Nauheim)                        | Bad Nauheim                   | Bad Nauheim             | ehemals ev.-ref.       | 1740–1742                   | dient seit 1926 als Gemeindezentrum |
|      | Evangelische Kapelle                                | Bad Salzhausen                | Nidda                   | ev.-luth.              | 1828                        | ursprünglich Bittersalzfabrik von Justus Liebig, die nach verschiedener Nutzung 1967 von der Ev. Kirche erworben und umgebaut wurde, 1993–1994 großer Umbau |
|      | Evangelische Auferstehungskirche (Bad Vilbel)       | Bad Vilbel                    | Bad Vilbel              | ev.-luth.              | 1697                        | im Kern romanisch |
|      | Verklärung Christi (Bad Vilbel)                     | Bad Vilbel                    | Bad Vilbel              | röm.-kath.             | 1957                        | |
|      | St.-Nikolaus (Bad Vilbel)                           | Bad Vilbel                    | Bad Vilbel              | röm.-kath.             | 1970–1972                   | |
|      | Michaeliskirche (Bauernheim)                        | Bauernheim                    | Friedberg (Hessen)      | ev.-luth.              | 1493, 1728                  | spätgotischer Rechteckbau, 1728 verändert, 1847 Chor neu errichtet                                                                                          |
|      | Evangelische Pfarrkirche (Beienheim)                | Beienheim                     | Reichelsheim (Wetterau) | ev.-luth.              | 1776                        | Teil der Südmauer von 1306 |
|      | Evangelische Kirche (Bellmuth)                      | Bellmuth                      | Ranstadt                | ev.-luth.              | 1731                        | Fachwerkkirche |
|      | Evangelische Kirche Bergheim (Ortenberg)            | Bergheim (Ortenberg)          | Ortenberg (Hessen)      | ev.-luth.              |                             | |
|      | Evangelische Kirche (Berstadt)                      | Berstadt                      | Wölfersheim             | ev.-luth.              | 1. Hälfte 11. Jhd.          | |
|      | Evangelische Kirche Bindsachsen                     | Bindsachsen                   | Kefenrod                | ev.-luth.              | 1475                        | Umbau einer romanischen Wehranlage, spätgotischer Kirchturm, Schiff 1694 erhöht                                                                             |
|      | Evangelische Kirche (Bingenheim)                    | Bingenheim                    | Echzell                 | ev.-luth.              |                             | |
|      | Evangelische Kirche Bisses                          | Bisses                        | Echzell                 | ev.-luth.              | 1503, 18. Jhd.              | spätgotischer Bau, im 18. Jhd. verändert |
|      | Evangelische Kirche Bleichenbach                    | Bleichenbach                  | Ortenberg (Hessen)      | ev.-luth.              | 1728–1729                   | |
|      | Evangelische Pfarrkirche (Blofeld)                  | Blofeld (Reichelsheim)        | Reichelsheim (Wetterau) | ev.-luth.              |                             | |
|      | Evangelische Kirche (Bodenrod)                      | Bodenrod                      | Butzbach                | ev.-luth.              |                             | |
|      | Evangelische Kirche                                 | Borsdorf (Nidda)              | Nidda                   | ev.-luth.              | 1873                        | neuromanische Saalkirche mit Dachreiter |
|      | Erasmus-Alber-Kirche (Bruchenbrücken)               | Bruchenbrücken                | Friedberg (Hessen)      | ev.-luth.              | 1750–1751                   | |
|      | Kreuzkirche                                         | Büdingen                      | Büdingen                | EMK                    | 1950                        | |
|      | Marienkirche (Büdingen)                             | Büdingen                      | Büdingen                | ev.-ref.               | 1367–1370                   | |
|      | St. Bonifatius (Büdingen)                           | Büdingen                      | Büdingen                | röm.-kath.             | 1964–1965                   | |
|      | St.-Remigius-Kirche (Büdingen)                      | Büdingen                      | Büdingen                | ev. (Friedhofskirche)  | 11. Jahrhundert             | |
|      | Evangelische Kirche Burgbracht                      | Burgbracht                    | Kefenrod                | ev.-ref.               | 1738                        | |
|      | Evangelische Pfarrkirche (Burg-Gräfenrode)          | Burg-Gräfenrode               | Karben                  | ev.-luth.              |                             | |
|      | Markuskirche                                        | Butzbach                      | Butzbach                | ev.-luth.              | Anfang 13. Jhd., 1468, 1500 | |
|      | St. Petrus & Paulus (Butzbach)                      | Butzbach                      | Butzbach                | rum.-orth.             | 2015                        | |
|      | St. Gottfried (Butzbach)                            | Butzbach                      | Butzbach                | röm.-kath.             | 1953                        | |
|      | St. Joseph                                          | Butzbach                      | Butzbach                | städtisch              | 1880                        | |
|      | Wendelinskapelle                                    | Butzbach                      | Butzbach                | ev.-luth. / städtisch  | 1208                        | |
|      | Evangelische Kirche (Dauernheim)                    | Dauernheim                    | Ranstadt                | ev.-luth.              | 13. Jhd., 15. Jhd.          | |
|      | Johanniskirche (Dorheim)                            | Dorheim (Friedberg)           | Friedberg (Hessen)      | ev.-luth.              |                             | |
|      | St. Maria Magdalena (Dorn-Assenheim)                | Dorn-Assenheim                | Reichelsheim (Wetterau) | röm.-kath.             | 1717                        | |
|      | Evangelische Pfarrkirche (Dortelweil)               | Dortelweil                    | Bad Vilbel              | ev.-luth.              | 1699                        | |
|      | St. Marien Dortelweil                               | Dortelweil                    | Bad Vilbel              | röm.-kath.             | 1961–1962                   | |
|      | Evangelische Pfarrkirche (Düdelsheim)               | Düdelsheim                    | Büdingen                | ev.-luth.              |                             | |
|      | St. Josef (Düdelsheim)                              | Düdelsheim                    | Büdingen                | röm.-kath.             | 1953–1957                   | |
|      | Evangelische Kirche                                 | Ebersgöns                     | Butzbach                | ev.-luth.              | 13. Jhd.                    | |
|      | Evangelische Kirche (Echzell)                       | Echzell                       | Echzell                 | ev.-luth.              | vor 1238                    | |
|      | Heilig Kreuz (Echzell)                              | Echzell                       | Echzell                 | röm.-kath.             | 1955–1956                   | |
|      | Evangelische Pfarrkirche (Eckartshausen)            | Eckartshausen (Büdingen)      | Büdingen                | ev.-luth.              | 1879                        | |
|      | Klosterkirche Marienborn (Eckartshausen)            | Kloster Marienborn (Büdingen) | Büdingen                | Ruine                  | 1274                        | |
|      | Evangelische Kirche (Effolderbach)                  | Effolderbach                  | Ortenberg (Hessen)      | ev.-luth.              |                             | |
|      | Evangelische Kirche                                 | Eichelsdorf (Nidda)           | Nidda                   | ev.-luth.              | vor 1187                    | Saalkirche mit Haubendachreiter und eingezogenem Rechteckchor, 1656 durch Brand stark beschädigt                                                            |
|      | Kloster Engelthal (Wetterau)                        | Altenstadt (Hessen)           | Altenstadt (Hessen)     | röm.-kath.             | 1692–1731                   | 1268 gestiftet, im Kern gotisch, Neuaufbau im Barock |
|      | Evangelische Pfarrkirche (Enzheim)                  | Enzheim (Altenstadt)          | Altenstadt (Hessen)     | ev.-luth.              | 1777                        | |
|      | Evangelische Pfarrkirche (Friedberg-Fauerbach)      | Fauerbach bei Friedberg       | Friedberg (Hessen)      | ev.-luth.              | 2. Hälfte 17. Jhd.          | |
|      | Evangelische Kirche                                 | Fauerbach (Nidda)             | Nidda                   | ev.-luth.              | 13. Jhd.                    | im Kern 13. Jahrhundert, 1737 barockisiert, 1923–1925 Querschiff ergänzt                                                                                    |
|      | Evangelische Kirche                                 | Fauerbach vor der Höhe        | Butzbach                | ev.-luth.              | 1741                        | |
|      | Burgkirche (Friedberg)                              | Friedberg (Hessen)            | Friedberg (Hessen)      | ev.-luth.              | 1783–1808                   | |
|      | Heilig-Geist-Kirche (Friedberg)                     | Friedberg (Hessen)            | Friedberg (Hessen)      | röm.-kath.             | 1959–1960                   | |
|      | Mariä Himmelfahrt (Friedberg)                       | Friedberg (Hessen)            | Friedberg (Hessen)      | röm.-kath.             | 1881–1882                   | |
|      | St. Georgskapelle (Friedberg)                       | Friedberg (Hessen)            | Friedberg (Hessen)      | röm.-kath.             | 1734–1736                   | |
|      | Stadtkirche Friedberg                               | Friedberg (Hessen)            | Friedberg (Hessen)      | ev.-luth.              | 1260–1410                   | in mehreren Bauabschnitten, 1380 Langhaus fertiggestellt |
|      | Trauerhalle (Friedberg)                             | Friedberg (Hessen)            | Friedberg (Hessen)      | städtisch              | 1913                        | |
|      | Evangelisch-reformierte Kirche                      | Gambach (Münzenberg)          | Münzenberg              | ev.-ref.               | 1698–1703                   | |
|      | Mariä Himmelfahrt                                   | Gambach (Münzenberg)          | Münzenberg              | röm.-kath.             | 1953                        | |
|      | Evangelische Pfarrkirche (Gedern)                   | Gedern                        | Gedern                  | ev.-luth.              | um 1300                     | |
|      | St. Petrus (Gedern)                                 | Gedern                        | Gedern                  | röm.-kath.             | 1954–1955                   | |
|      | Evangelische Pfarrkirche                            | Geiß-Nidda                    | Nidda                   | ev.-luth.              | 13. Jhd., 14. Jhd.          | frühgotische Basilika mit romanischem Westturm und einschiffigem hochgotischen Fünfachtelschluss                                                            |
|      | Michaeliskirche (Gelnhaar)                          | Gelnhaar                      | Ortenberg (Hessen)      | ev.-luth.              | 1728–1729                   | |
|      | Evangelische Kirche (Gettenau)                      | Gettenau                      | Echzell                 | ev.-luth.              | 1485                        | |
|      | Evangelische Kirche (Hirzenhain)                    | Glashütten (Hirzenhain)       | Hirzenhain              | ev.-luth.              | 1957–1958                   | |
|      | Evangelische Kirche                                 | Griedel                       | Butzbach                | ev.-luth.              | 14. Jhd., 1911              | Chorturm erhalten, Schiff 1911 erneuert |
|      | Evangelische Kirche                                 | Gronau (Bad Vilbel)           | Bad Vilbel              | ev.-luth.              | 1718–1719                   | |
|      | Evangelische Pfarrkirche (Groß-Karben)              | Groß-Karben                   | Karben                  | ev.-luth.              | 14. Jhd.                    | |
|      | Evangelische Pfarrkirche (Hainchen)                 | Hainchen (Limeshain)          | Limeshain               | ev.-ref.               | 1761–1765                   | |
|      | Evangelische Kirche                                 | Hausen-Oes                    | Butzbach                | ev.-luth.              | 1860                        | |
|      | Evangelische Kirche (Heegheim)                      | Heegheim                      | Altenstadt (Hessen)     | ev.-luth.              | 1781, 1945                  | |
|      | Evangelische Heilig-Geist-Kirche                    | Heilsberg (Bad Vilbel)        | Bad Vilbel              | ev.-luth.              | 1964                        | |
|      | Evangelische Kirche Herrnhaag                       | Herrnhaag                     | Büdingen                | ev.-luth.              | 1834–1835                   | |
|      | Evangelische Pfarrkirche Heuchelheim (Reichelsheim) | Heuchelheim (Reichelsheim)    | Reichelsheim (Wetterau) | ev.-luth.              | 15. Jhd.                    | |
|      | Ehem. Augustinerkloster St. Maria                   | Hirzenhain                    | Hirzenhain              | ev.-luth.              | 1439–1448                   | spätgotische Hallenkirche |
|      | St. Barbara (Hirzenhain)                            | Hirzenhain                    | Hirzenhain              | röm.-kath.             |                             | |
|      | Evangelische Pfarrkirche (Hitzkirchen)              | Hitzkirchen                   | Kefenrod                | ev.-luth.              | 1440                        | |
|      | Evangelische Kirche                                 | Hoch-Weisel                   | Butzbach                | ev.-luth.              | 1684                        | im Kern gotisch |
|      | St. Martin (Höchst an der Nidder)                   | Höchst an der Nidder          | Altenstadt (Hessen)     | SELK                   | 1884                        | |
|      | Evangelische Kirche (Höchst an der Nidder)          | Höchst an der Nidder          | Altenstadt (Hessen)     | ev.-luth.              | 1717                        | Wehrturm 15. Jhd. |
|      | Evangelische Kirche Ilbenstadt                      | Ilbenstadt                    | Niddatal                | ev.-luth.              | 1884                        | |
|      | Kloster Ilbenstadt, Basilica minor                  | Ilbenstadt                    | Niddatal                | röm.-kath.             | 1159                        | |
|      | Evangelische Pfarrkirche Kaichen                    | Kaichen (Niddatal)            | Niddatal                | ev.-luth.              | 1737–1738                   | |
|      | Evangelische Pfarrkirche (Kefenrod)                 | Kefenrod                      | Kefenrod                | ev.-luth.              |                             | |
|      | Evangelische Kirche                                 | Kirch-Göns                    | Butzbach                | ev.-luth.              | 12. Jhd.                    | |
|      | St. Michaelis (Klein-Karben)                        | Klein-Karben                  | Karben                  | ev.-luth.              | 14. Jhd.                    | |
|      | St. Bonifatius (Klein-Karben)                       | Klein-Karben                  | Karben                  | röm.-kath.             | 1975                        | |
|      | St. Johannes Nepomuk (Kloppenheim)                  | Kloppenheim (Karben)          | Karben                  | röm.-kath.             | 1965                        | |
|      | Kloster Konradsdorf, Klosterkirche                  | Konradsdorf                   | Ortenberg (Hessen)      | Hessische Staatsdomäne | Ende 12. Jhd.               | romanische Pfeilerbasilika ohne Turm, im Kern Saalkirche vor 1000                                                                                           |
|      | Evangelische Kirche (Langenhain-Ziegenberg)         | Langenhain-Ziegenberg         | Ober-Mörlen             | ev.-luth.              | 1630                        | |
|      | Evangelische Kirche (Leidhecken)                    | Leidhecken                    | Florstadt               | ev.-luth.              | 13. Jhd.                    | |
|      | Kirche (Lindheim)                                   | Lindheim                      | Altenstadt (Hessen)     | ev.-luth.              | 1280, 1442–1448             | |
|      | Evangelische Pfarrkirche (Lissberg)                 | Lißberg                       | Ortenberg (Hessen)      | ev.-luth.              | 1619                        | |
|      | Evangelische Kirche                                 | Maibach                       | Butzbach                | ev.-luth.              | 1631                        | |
|      | Evangelische Kirche (Massenheim)                    | Massenheim (Bad Vilbel)       | Bad Vilbel              | ev.-luth.              | 1695                        | |
|      | Herz Jesu (Massenheim)                              | Massenheim (Bad Vilbel)       | Bad Vilbel              | röm.-kath.             | 1968–1970                   | |
|      | Yoldath Aloho (Massenheim)                          | Massenheim (Bad Vilbel)       | Bad Vilbel              | syr.-orth.             | 2014                        | |
|      | Evangelische Kirche Melbach                         | Melbach                       | Wölfersheim             | ev.-luth.              | 1816                        | |
|      | Evangelische Pfarrkirche (Mittel-Seemen)            | Mittel-Seemen                 | Gedern                  | ev.-luth.              | 13. oder 14. Jhd.           | |
|      | Evangelische Kirche                                 | Münster (Butzbach)            | Butzbach                | ev.-luth.              | 1632, 1832                  | Chor erhalten, Schiff 1832 erneuert |
|      | Evangelische Kirche                                 | Münzenberg                    | Münzenberg              | ev.-luth.              | 12. Jhd., 13. Jhd.          | |
|      | St. Nikolaus                                        | Münzenberg                    | Münzenberg              | röm.-kath.             | 13. Jhd.                    | |
|      | Johanniterturm                                      | Nidda                         | Nidda                   | städtisch              | 1491–1492                   | Baurest einer mittelalterlichen Basilika |
|      | Liebfrauen                                          | Nidda                         | Nidda                   | röm.-kath.             | 1953–1954                   | |
|      | Stadtkirche zum Heiligen Geist                      | Nidda                         | Nidda                   | ev.-luth.              | 1615–1619                   | Saalkirche mit steilem Satteldach, zweigeschossiger Fensteranordnung und wuchtigem Chorturm, eine der ersten lutherischen Predigtkirchen in Oberhessen      |
|      | Evangelische Pfarrkirche (Nieder-Florstadt)         | Nieder-Florstadt              | Florstadt               | ev.-luth.              | 1792                        | |
|      | St. Willigis (Nieder-Florstadt)                     | Nieder-Florstadt              | Florstadt               | röm.kath.              | 1965                        | |
|      | Evangelische Kirche                                 | Nieder-Mockstadt              | Florstadt               | ev.-luth.              | 1971                        | |
|      | Evangelische Christuskirche (Nieder-Mörlen)         | Nieder-Mörlen                 | Bad Nauheim             | ev.-luth.              | 1956–1957                   | |
|      | Maria Himmelfahrt (Nieder-Mörlen)                   | Nieder-Mörlen                 | Bad Nauheim             | röm.-kath.             | 1754                        | |
|      | Evangelische Pfarrkirche (Nieder-Rosbach)           | Nieder-Rosbach                | Rosbach vor der Höhe    | ev.-luth.              | 1770                        | Turm von 1710 im Zuge des Neubaus des Schiffs 1770 erhöht                                                                                                   |
|      | Evangelische Kirche (Nieder-Seemen)                 | Nieder-Seemen                 | Gedern                  | ev.-luth.              | um 1300                     | |
|      | Evangelische Kirche                                 | Nieder-Weisel                 | Butzbach                | ev.-ref.               | 12. Jhd., 1616              | |
|      | Komturkirche                                        | Nieder-Weisel                 | Butzbach                | Johanniter             | 1235                        | |
|      | Evangelische Pfarrkirche (Nieder-Wöllstadt)         | Nieder-Wöllstadt              | Wöllstadt               | ev.-luth.              |                             | |
|      | Kirche Jesu Christi der Heiligen der letzten Tage   | Nieder-Wöllstadt              | Wöllstadt               | Mormonen               |                             | |
|      | St. Paulus Nieder-Wöllstadt                         | Nieder-Wöllstadt              | Wöllstadt               | röm.-kath.             |                             | |
|      | Kirche (Oberau)                                     | Oberau (Altenstadt)           | Altenstadt (Hessen)     | ev.-luth.              | 1899                        | |
|      | Evangelisch-reformierte Kirche                      | Ober-Hörgern                  | Münzenberg              | ev.-ref.               | 1729, 1777                  | |
|      | Evangelische Kirche (Ober-Lais)                     | Ober-Lais                     | Nidda                   | ev.-luth.              | um 1200                     | |
|      | Evangelische Kirche (Ober-Mockstadt)                | Ober-Mockstadt                | Ranstadt                | ev.-luth.              | 18. Jhd.                    | im Kern mittelalterlich |
|      | Marienkapelle (Ober-Mörlen)                         | Ober-Mörlen                   | Ober-Mörlen             | röm.-kath.             | Anfang 18. Jhd.             | |
|      | St. Remigius (Ober-Mörlen)                          | Ober-Mörlen                   | Ober-Mörlen             | röm.-kath.             | 1716–1728                   | |
|      | Gustav-Adolf-Kapelle (Ober-Mörlen)                  | Ober-Mörlen                   | Ober-Mörlen             | ev.-luth.              | 1925–1926                   | |
|      | Evangelische Pfarrkirche (Ober-Rosbach)             | Ober-Rosbach                  | Rosbach vor der Höhe    | ev.-luth.              | 1756–1757                   | |
|      | St. Michael (Ober-Rosbach)                          | Ober-Rosbach                  | Rosbach vor der Höhe    | röm.-kath.             | 1954                        | |
|      | Lutherkirche                                        | Ober-Schmitten                | Nidda                   | ev.-luth.              | 1958                        | 1961 Loslösung von Mutterkirche Eichelsdorf und Erhebung zur eigenständigen Pfarrei                                                                         |
|      | St. Stephanus                                       | Ober-Schmitten                | Nidda                   | röm.-kath.             | 1951–1952                   | bis Ende 2010 Pfarrkirche, seitdem Filial von Liebfrauen in Nidda                                                                                           |
|      | Evangelische Pfarrkirche (Ober-Seemen)              | Ober-Seemen                   | Gedern                  | ev.-luth.              |                             | im Kern mittelalterliche Kapelle |
|      | Evangelische Kirche                                 | Ober-Widdersheim              | Nidda                   | ev.-luth.              | 13./14. Jhd.                | |
|      | St. Stephanus (Ober-Wöllstadt)                      | Ober-Wöllstadt                | Wöllstadt               | röm.-kath.             | 1752–1754                   | Sakristei und Teile des Chors aus 13. Jhd., 1888 Turm |
|      | Hollarkapelle (Ockstadt)                            | Ockstadt                      | Friedberg (Hessen)      | röm.-kath.             | 1722–1726                   | |
|      | St. Jakob (Ockstadt)                                | Ockstadt                      | Friedberg (Hessen)      | ev.-luth. / röm.-kath. |                             | |
|      | Evangelische Pfarrkirche (Okarben)                  | Okarben                       | Karben                  | ev.-luth.              | 1706–1710                   | im Kern mittelalterlich |
|      | Iglesia ni Cristo                                   | Okarben                       | Karben                  | Iglesia ni Cristo      |                             | |
|      | St. Mariä Geburt (Okarben)                          | Okarben                       | Karben                  | röm.-kath.             |                             | |
|      | St. Laurentius (Oppershofen)                        | Oppershofen                   | Rockenberg              | röm.-kath.             | 1677                        | |
|      | Christkönig (Ortenberg)                             | Ortenberg (Hessen)            | Ortenberg (Hessen)      | röm.-kath.             |                             | |
|      | Evangelische Stadtkirche (Ortenberg)                | Ortenberg (Hessen)            | Ortenberg (Hessen)      | ev.-luth.              |                             | |
|      | Evangelische Pfarrkirche (Ossenheim)                | Ossenheim                     | Friedberg (Hessen)      | ev.-luth.              | 1608                        | |
|      | Evangelische Kirche                                 | Ostheim (Butzbach)            | Butzbach                | ev.-luth.              | 14. Jhd.                    | |
|      | St. Bardo (Peterweil)                               | Peterweil                     | Karben                  | röm.-kath.             | 1965–1967                   | |
|      | St. Martin (Petterweil)                             | Peterweil                     | Karben                  | ev.-luth.              | 1653                        | |
|      | Evangelische Kirche                                 | Pohl-Göns                     | Butzbach                | ev.-luth.              | 15. Jhd.                    | |
|      | Evangelische Kirche (Ranstadt)                      | Ranstadt                      | Ranstadt                | ev.-luth.              |                             | |
|      | St. Anna (Ranstadt)                                 | Ranstadt                      | Ranstadt                | röm.-kath.             | 1956–1957                   | |
|      | Evangelische Pfarrkirche (Reichelsheim)             | Reichelsheim (Wetterau)       | Reichelsheim (Wetterau) | ev.-luth.              | 1485                        | |
|      | Evangelische Pfarrkirche (Rendel)                   | Rendel                        | Karben                  | ev.-luth.              | 18. Jhd.                    | barock, gotischer Chor des 13. Jhd. |
|      | Evangelische Kirche (Rinderbügen)                   | Rinderbügen                   | Büdingen                | ev.-luth.              |                             | |
|      | Gustav-Adolf-Kirche (Rockenberg)                    | Rockenberg                    | Rockenberg              | ev.-luth.              | 1908–1909                   | |
|      | Klosterkirche (JVA Rockenberg)                      | Rockenberg                    | Rockenberg              | ev.-luth. / röm.-kath. | 1746–1749                   | |
|      | St. Gallus (Rockenberg)                             | Rockenberg                    | Rockenberg              | röm.-kath.             | 1754                        | mittelalterlicher Turm |
|      | Evangelische Kirche Rodenbach                       | Rodenbach (Altenstadt)        | Altenstadt (Hessen)     | ev.-luth.              | 1752–1753                   | |
|      | Evangelische Kirche Rodheim                         | Rodheim vor der Höhe          | Rosbach vor der Höhe    | uniert                 | 1732–1735                   | |
|      | Mittelalterlicher Chorturm                          | Rodheim vor der Höhe          | Rosbach vor der Höhe    | städtisch              |                             | |
|      | St. Johannes (Rodheim vor der Höhe)                 | Rodheim vor der Höhe          | Rosbach vor der Höhe    | röm.-kath.             |                             | |
|      | Evangelische Pfarrkirche (Rohrbach)                 | Rohrbach (Büdingen)           | Büdingen                | ev.-luth.              | 1821                        | |
|      | Evangelische Kirche Rommelhausen                    | Rommelhausen                  | Limeshain               | ev.-luth.              | spätes 18. Jhd.             | |
|      | Evangelische Kirche (Schwalheim)                    | Schwalheim                    | Bad Nauheim             | ev.-luth.              | 1851                        | |
|      | Kapelle Liebfrauen (Schwalheim)                     | Schwalheim                    | Bad Nauheim             | röm.-kath.             | 1966                        | |
|      | Evangelische Kirche                                 | Schwickartshausen             | Nidda                   | ev.-luth.              | 13. Jhd.                    | |
|      | Evangelische Pfarrkirche (Selters)                  | Selters (Ortenberg)           | Ortenberg (Hessen)      | ev.-luth.              | um 1000, um 1400, 1720–1728 | |
|      | Evangelische Pfarrkirche (Staden)                   | Staden (Florstadt)            | Florstadt               | ev.-luth.              | 1837                        | klassizistisch |
|      | Evangelische Kirche Stammheim (Florstadt)           | Stammheim (Florstadt)         | Florstadt               | ev.-luth.              | 1750                        | |
|      | Evangelische Pfarrkirche (Steinfurth)               | Steinfurth (Bad Nauheim)      | Bad Nauheim             | ev.-luth.              | Ende 15. Jhd.               | spätgotisch |
|      | St. Judas Thaddäus (Stockheim)                      | Stockheim (Glauburg)          | Glauburg                | röm.-kath.             | 1927                        | |
|      | Evangelische Kirche                                 | Stockheim (Glauburg)          | Glauburg                | ev.-luth.              | 1723                        | |
|      | Evangelische Kirche                                 | Stornfels                     | Nidda                   | ev.-luth.              | 1837                        | |
|      | Evangelische Kirche                                 | Trais-Münzenberg              | Münzenberg              | ev.-luth.              | um 1100, 13. Jhd., 1889     | |
|      | Evangelische Kirche                                 | Ulfa (Nidda)                  | Nidda                   | ev.-luth.              | 12. Jhd., 1719–1721         | |
|      | Evangelische Kirche                                 | Unter-Lais                    | Nidda                   | ev.-luth.              | um 1200                     | ehemalige Johanniterkirche |
|      | Laurentiuskirche (Usenborn)                         | Usenborn                      | Ortenberg (Hessen)      | ev.-luth.              | um 1000                     | |
|      | St. Simon Judae Kirche (Usenborn)                   | Usenborn                      | Ortenberg (Hessen)      | SELK                   | 1903–1904                   | Erweiterungsumbau der Kirche von 1884 |
|      | Evangelische Kirche                                 | Wallernhausen                 | Nidda                   | ev.-luth.              | 1738–1740                   | barocke Saalkirche mit dreiseitigem Ostschluss und Haubendachreiter                                                                                         |
|      | Evangelische Kirche (Weckesheim)                    | Weckesheim                    | Reichelsheim (Wetterau) | ev.-luth.              | 13. Jhd.                    | Chor aus 13. Jhd., Schiff später angebaut |
|      | Evangelische Pfarrkirche (Wenings)                  | Wenings                       | Gedern                  | ev.-luth.              | 1351                        | |
|      | Maria Königin des Friedens (Wenings)                | Wenings                       | Gedern                  | röm.-kath.             | 1877                        | ehemalige Synagoge, die nach Umbau 1958 als kath. Kirche geweiht wurde                                                                                      |
|      | Maria Sternbach                                     | Wickstadt                     | Niddatal                | röm.-kath.             | um 1200                     | romanische Reste erhalten, 1455 Choranbau, im 18. Jhd. Umbau, ehemalige Pfarrkirche St. Gangolf der Wüstung Sternbach                                       |
|      | St. Nikolaus (Wickstadt)                            | Wickstadt                     | Niddatal                | röm.-kath.             | 1707                        | |
|      | Evangelische Kirche (Wippenbach)                    | Wippenbach                    | Ortenberg (Hessen)      | ev.-luth.              |                             | |
|      | Evangelische Kirche (Wisselsheim)                   | Wisselsheim                   | Bad Nauheim             | ev.-luth.              | 1550                        | |
|      | Evangelisch-reformierte Kirche Wölfersheim          | Wölfersheim                   | Wölfersheim             | ev.-ref.               | 1717–1731                   | Nachfolgebau der Antoniuskapelle (Wölfersheim) des 15. Jhd., die bis 1774 bestand und deren Reste 1801 abgerissen wurden                                    |
|      | Christkönig (Wölfersheim)                           | Wölfersheim                   | Wölfersheim             | röm.-kath.             | 1953–1955                   | |
|      | Evangelische Kirche (Wohnbach)                      | Wohnbach                      | Wölfersheim             | ev.-luth.              | 1620–1621                   | |
|      | Evangelische Kirche (Wolf)                          | Wolf (Büdingen)               | Büdingen                | ev.-luth.              |                             | Kern romanisch, 1750 Umbau |
|      | Evangelische Kirche (Wolferborn)                    | Wolferborn                    | Büdingen                | ev.-luth.              |                             | |

## Ehemalige Kirchen
| Bild | Name der Kirche                                 | Ort (Lage)         | Gemeinde bzw. Stadt | Konfession                                              | Errichtung | Bemerkungen                                                                                     |
| ---- | ----------------------------------------------- | ------------------ | ------------------- | ------------------------------------------------------- | ---------- | ----------------------------------------------------------------------------------------------- |
|      | Ehem. Kirche auf dem Johannisberg (Bad Nauheim) | Bad Nauheim        | Bad Nauheim         | städtisch                                               |            |                                                                                                 |
|      | Johanneskirche (Bad Nauheim)                    | Bad Nauheim        | Bad Nauheim         | ev.-luth.                                               | 1899       | 12/2024 Verkauf und Umbau zu inklusiver Wohngemeinschaft geplant                                |
|      | Chapel Ray Barracks (Friedberg)                 | Friedberg (Hessen) | Friedberg (Hessen)  | US-Army, seit 2007 Bundesanstalt für Immobilienaufgaben | nach 1945  |                                                                                                 |
|      | Gemeindezentrum West (Friedberg)                | Friedberg (Hessen) | Friedberg (Hessen)  | ev.-luth.                                               | 1980       | 2021 Verkauf und Umbau Kita zu Wohnungen, Saal wird von der Rumänisch-Orthodoxen Kirche genutzt |